# Lobmingtal
Lobmingtal (fino al 31 dicembre 2015 Großlobming) è un comune austriaco di 1 805 abitanti nel distretto di Murtal, in Stiria. È stato creato il 1º gennaio 2015 dalla fusione dei precedenti comuni di Großlobming e Kleinlobming; capoluogo comunale è Großlobming.